# Abago rohdendorfi
Abago rohdendorfi är en tvåvingeart som beskrevs av Grunin 1966. Abago rohdendorfi ingår i släktet Abago och familjen spyflugor. Inga underarter finns listade i Catalogue of Life.